# Ornithogalum improbum
Ornithogalum improbum är en sparrisväxtart som beskrevs av Franz Speta. Ornithogalum improbum ingår i släktet stjärnlökar, och familjen sparrisväxter. Inga underarter finns listade i Catalogue of Life.